# Csapó Endre
Csapó Endre (Répcelak, 1921. november 11. – Sydney, 2019. június 24.) író, újságíró, szerkesztő, a Magyar Élet főszerkesztője.

## Életpályája
Felsőkereskedelmi iskolát végzett. Dolgozott a Hombárnál (állami termékbeszolgáltató), majd Zimmer Halkereskedési Zrt. üzletvezetőjeként. 1943 szeptemberétől katona, 1945-ben orosz hadifogságba esett. Ekkor már a 18 év alattiakat nemzetközi nyomás miatt nem merték deportálni.
A háború után részt vett a Demokrata Néppárt gyűlésein, családot alapított. 1947-ben fegyverrejtegetéssel gyanúsították meg, ezért Ausztrián és Passaun keresztül menekülve Ausztráliába emigrált. Egy ideig fizikai munkából élt: volt többek közt épületfestő, bútorfestő, műszaki rajzoló, 1954–1978 között üzemtervező rajzoló.
1964-től vett részt az Ausztráliai Magyar Szövetség megalapításában, többször töltötte be a főtitkári tisztet is. Ugyanebben az évben hozta létre az Ausztráliai Magyarság c. lapot, amelynek tulajdonosa és szerkesztője is volt. 1976-ban Ady János megvásárolta a Melbourne-i Magyar Életet, a két lap fúziójából jött létre az Ausztráliai Magyar Élet, az ottani emigráció első országos hetilapja, amelynek a kezdetektől főszerkesztője volt. 1983-tól az újság – tulajdonosváltás miatt – újra a Magyar Élet címet viselte.

## Művei
- Mátyás király; Harsona, London, 1964
- A Magyar Élet antológiája (szerk.), 1979, St. Kilda
- The Unmaking of peace (Bodolai Zoltánnal), 1980, St. Kilda
- The Yugoslavian problem (Ady Jánossal, Endrey Antallal szerk.) St. Kilda, 1980
- A Place in the Sun. The Hungarians' Struggle to regain their Heritage and Freedom (Bodolai Zoltánnal, 1986, Sydney)
- Human Right Suppressed (Bodolai Zoltánnal, 1988, Sydney)
- Erdély viharos története. Újraolvasó füzetek a Magyar Élet olvasói számára a lapban megjelent írásokból összeállítva; összeáll. Csapó Endre; Csapó Endre, s.l., 1997 (Délsziget)
- Peace to end peace, 1995, Sydney
- Ilyen a világ. Az Ausztráliai Magyarságban és a Magyar Életben 1961–1983 között megjelent vezércikkek; Logos, Tóthfalu, 2002
- Üzenet a Dél Keresztje alól; Balaton Akadémia, Keszthely, 2015 (Szent György könyvek)
- Ötvenhat emigrációs szemmel. Elemző írások 1956 forradalmáról, 1964–2014; Antológia, Lakitelek, 2016

## Díjai, elismerései
- Magyar Köztársasági Érdemkereszt (1991)
- Teleki Pál-érdemérem (2006)
- A Magyar Kultúra Lovagja (2006)
- Magyar Örökség díj (2008)